# Mo Zhang
Mo Zhang (Chinees: 张墨; Shijiazhuang, Hebei, China, 17 januari 1989) is een Canadees tafeltennisspeelster van Chinese afkomst. Haar achternaam is Zhang.
Zij nam namens Canada deel aan de Olympische Zomerspelen 2008, 2012, 2016 en 2020 maar won geen medailles.